# Medrissa
Medrissa, est une commune de la wilaya de Tiaret en Algérie.